# Verdrongen mobiliteit
Verdrongen mobiliteit is het verschijnsel dat mensen door de dreigende werking van het gemotoriseerde verkeer (inhumane massa, snelheid, hardheid) en het niet meer beschikbaar zijn van veilige ruimte hun mobiliteitsgedrag aanpassen of afzien van mobiliteit. De openbare ruimte is dan niet uitnodigend voor hun mobiliteit. Dit speelt met name in de interactie tussen voetgangers en fietsers enerzijds en aan de andere kant gemotoriseerd verkeer. 
Dit verschijnsel is in 1996 geagendeerd door Erik Asmussen, voormalig directeur van de SWOV. In zijn publicatie de Nieuwe normmens spreekt hij over mobiliteitsslachtoffers. Het gaat daarbij niet alleen om de objectieve component van veiligheid, bijvoorbeeld de ongelukken, maar vooral om de subjectieve component namelijk de mate waarin mensen zich veilig voelen als verkeersdeelnemer. Immers, de dreiging die uitgaat van de beide soorten onveiligheid beperkt een groot aantal verkeersdeelnemers in hun verplaatsing naar bepaalde bestemmingen of op bepaalde tijden.
In zijn presentatie voor het Nationaal Verkeers Veiligheids Congres (NVVC) van 2010 behandelt Geert Hendriks namens Veilig Verkeer Nederland verschillende vormen van slachtoffers van verdrongen mobiliteit.
Ook hoogleraar Transportbeleid Bert van Wee vindt een bredere benadering van verkeersveiligheid gewenst. Alleen kijken naar cijfers over doden en gewonden vindt hij onvoldoende.  Hij pleit ervoor dat bij  een analyse van kosten en baten ook het vermijden van verplaatsingen meegenomen wordt.

## Dreigende werking
Het Handboek Verkeersveiligheid beschrijft de dodelijkheid voor een voetganger van een aanrijding door een auto. Deze loopt sterk op met de snelheid van de auto bij de botsing, deze is 1-2% bij 15 km/h, 5-10% bij 30 km/h en 50% bij 50 km/h.
Bovendien is de kans op een daadwerkelijke aanrijding groter naarmate de snelheid van de auto hoger is. Dit komt omdat de stopafstand (som van reactieweg en remafstand) groter wordt; deze loopt op van 6 meter bij 15 km/h, via 16 meter bij 30 km/h tot 36 meter bij 50 km/h.
Uitgebreid Zweeds onderzoek laat zien dat de gevolgen van een aanrijding voor oudere straatgebruikers nog ongunstiger zijn. Er wordt gesignaleerd dat de woonomgeving onvoldoende vergevingsgezind is.
Het is dan niet vreemd, en mogelijk zelfs verstandig dat het oversteken van de straat soms wordt vermeden. De automobilist in zijn kooiconstructie met veiligheidsgordel is zich van die dreiging lang niet altijd bewust en achteloosheid ligt dan op de loer.

## Ontbreken van uitnodigende ruimte

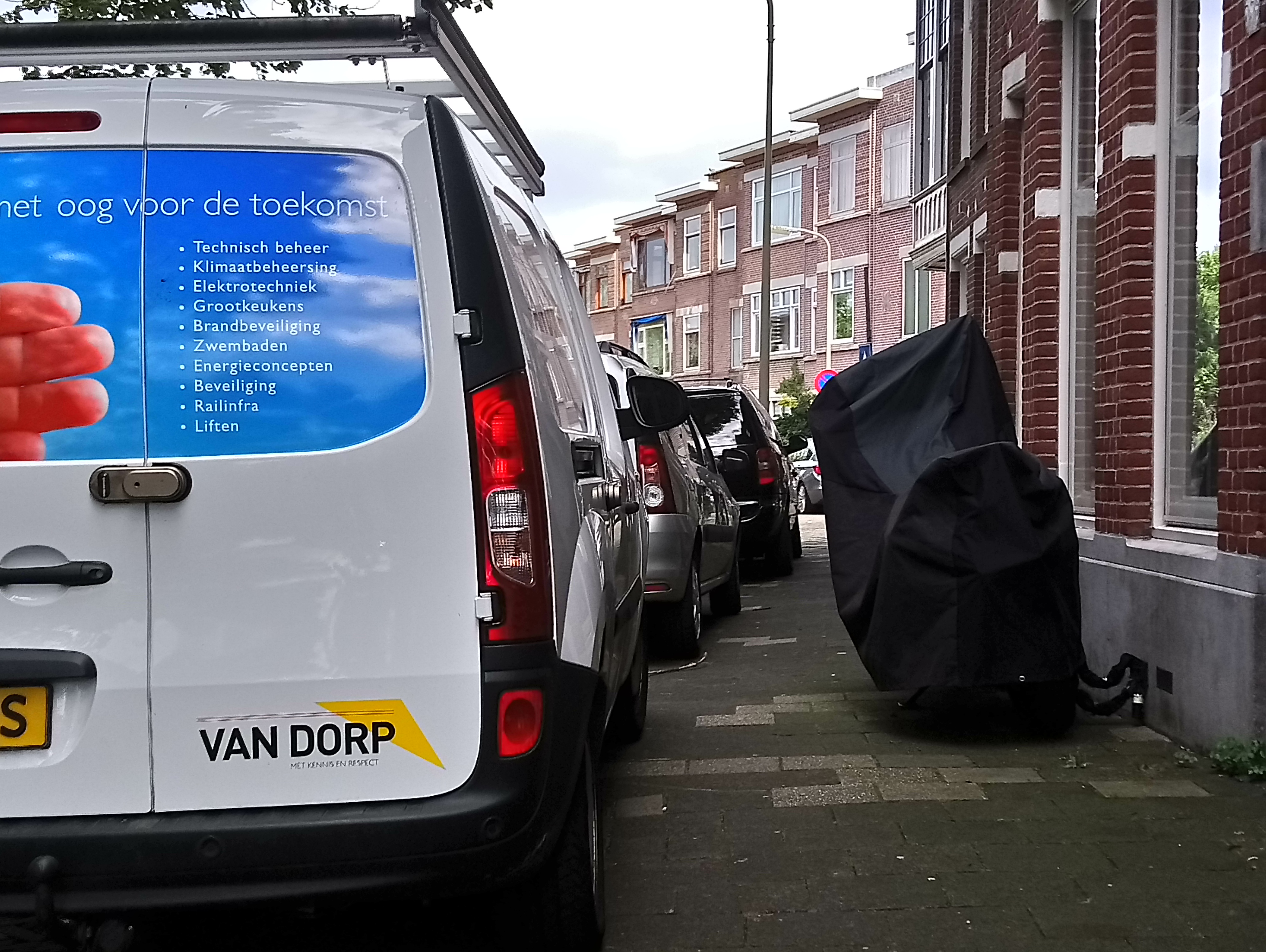
Nauwelijks vrij trottoir vlak bij de basisschool de Abeel in Den Haag

Steeds meer mensen wonen binnen de bebouwde kom in steeds compactere steden. Daarnaast is het autobezit en dus het aantal auto’s sinds 1960 sterk toegenomen. Omdat slechts een klein deel van de auto’s in garages is geparkeerd, staat op veel plaatsen in de bebouwde kom de openbare ruimte vol met stilstaande auto’s.
Milieudefensie stelt in Van wie is de stad vast dat meer dan de helft van de openbare ruimte binnen de bebouwde kom is gereserveerd voor de auto.
Eerder is in het kader van het Childstreetproject in het stadsgewest Haaglanden de beschikbare ruimte voor kinderen onderzocht in verschillende verkeerskundige straattypen. Deze methodiek is ook toegepast op de onderzochte straten van het Gezonde wijk project in Amsterdam. Aanvullend is een relatie gelegd met stedenbouwkundige typologieën.
Op grond daarvan is een mogelijk toekomstperspectief geformuleerd. Om in woonwijken meer ruimte voor menselijke activiteiten op straat te realiseren is een omkeerde ontwerp methodiek gewenst, waarbij het proces begint bij de lopende mens.

## Zelfstandige mobiliteit van kinderen

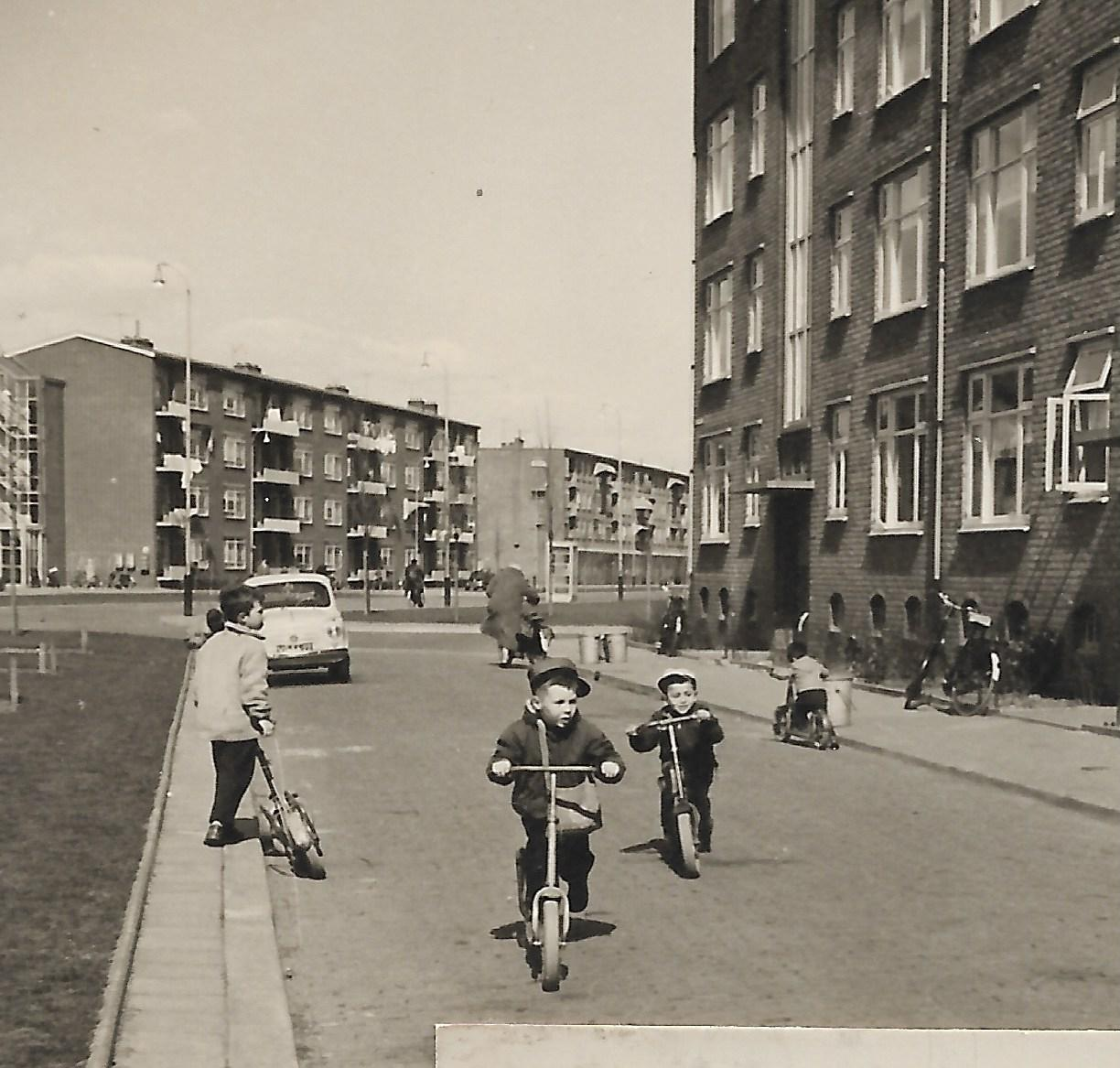
Den Haag 1957, kinderen spelen nog gewoon op straat

De Voetgangersvereniging is in 1970 gestart met longitudinaal onderzoek naar de zelfstandige mobiliteit van kinderen naar de basisschool. Hieruit bleek dat in de periode van 1992 tot 2006 het percentage kinderen dat zelfstandig naar school ging verminderde van 60% naar 40%. 
Kinderen Voorrang koppelde aan de Nationale Straatspeeldag onderzoek naar de knelpunten  bij buitenspelen en verkeersveiligheid. 
Onderzoek uit 2018 van de buitenspeelorganisatie Jantje Beton geeft aan dat het buitenspelen verder daalt. 
Lector Sanne de Vries heeft onderzoek gedaan naar lichamelijke (in)activiteit van kinderen en kenmerken van de gebouwde omgeving van Nederlandse stadswijken.

## Problemen voor ouderen

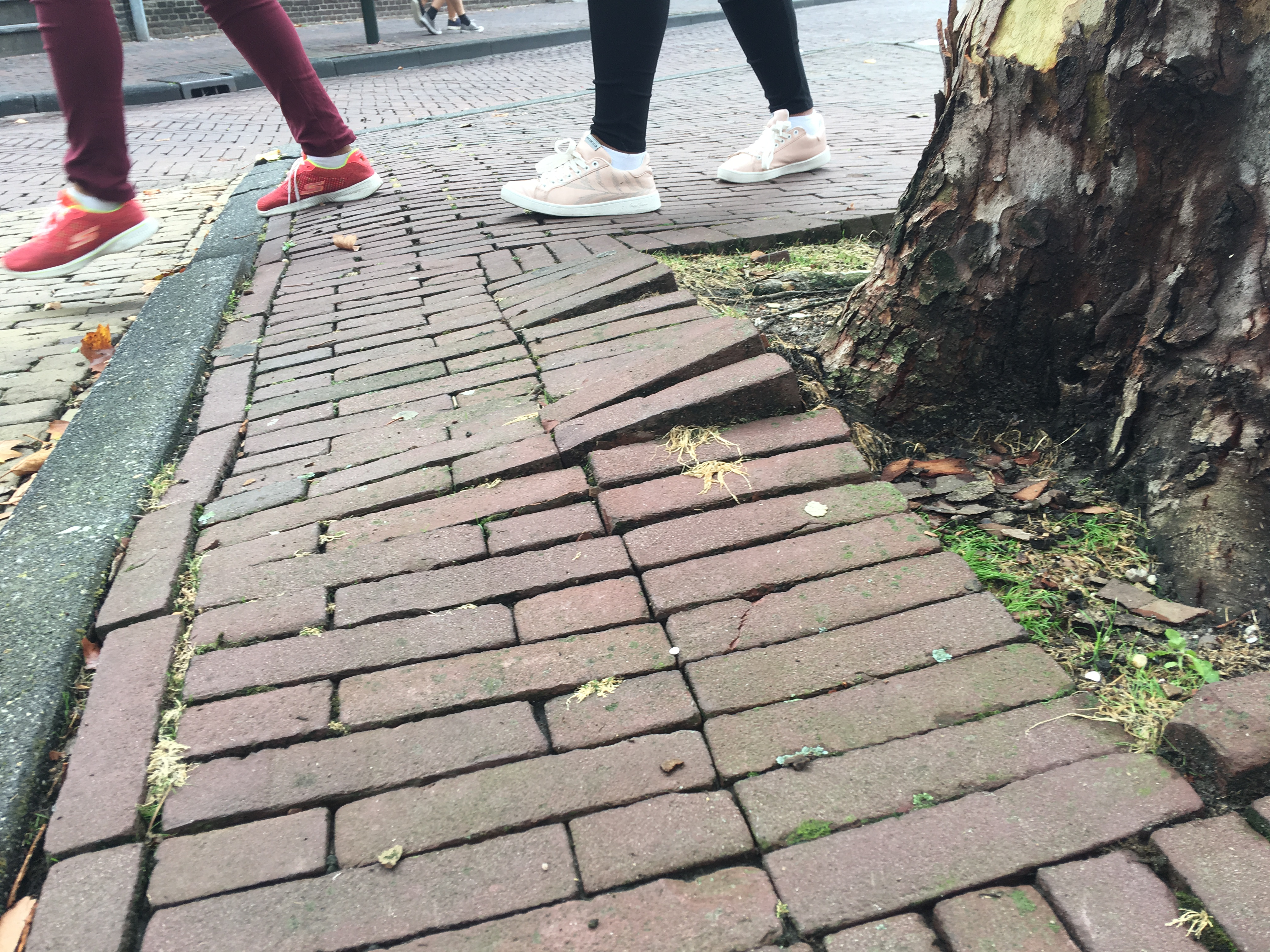
Te krap en hobbelig trottoir, gevaarlijk voor ouderen

MENSenSTRAAT signaleert in  ‘Ouder worden in je eigen buurt’ isolement bij ouderen en pleit voor meer aandacht voor de straat als uitnodigende en gezonde ouderenvoorziening. Overeenkomstig het eerdere opplussen van de woning wordt het opplussen van de straat geadviseerd.
Naast bewegingsbeperkingen kan ook angst om buiten te lopen mobiliteit verdringen. Fins onderzoek laat zien dat 62% van de zelfstandig wonende oudere vrouwen en 26% van de oudere mannen angst heeft om buitenshuis te lopen en daarom lopen vermijdt. Omgevingsfactoren die daaraan bijdroegen waren het onderhoud en ontwerp van straten, hoogteverschillen (heuvels), gebrek aan rustplaatsen en druk verkeer. Dit vermindert hun kwaliteit van leven.
Schepers en Methorst doen voor de SWOV een breed verkennend onderzoek over voetgangersveiligheid. Er worden vier verschillende menselijke activiteiten vastgesteld met in samenhang drie verschillende problemen op het gebied van verkeersveiligheid, namelijk verkeersongevallen, verplaatsingsongevallen (valongevallen) en vermijden van mobiliteit.
Eerder stonden tijdens het kenniscafé bij de SWOV Laat de voetganger niet vallen! valongevallen op straat centraal. Daarbij levert een discriminerende systematiek een extra probleem. Bij alle manieren van verplaatsing op straat komen enkelvoudige ongevallen getalsmatig relatief veel voor (auto tegen een boom, fietser glijdt uit, voetganger struikelt).
Echter in de Europees gehanteerde definitie van het enkelvoudige ongeval, telt een enkelvoudig ongeval van de voetganger niet als verkeersongeval waardoor de ernst in de gangbare statistieken onderbelicht is. Door deze definitie van een verkeersongeval blijven valongevallen van voetgangers buiten beeld, terwijl bij zulke ongevallen zelfs 4 x zoveel voetgangers na een valongeval moeten worden behandeld in een ziekenhuis als na een botsing met een rijdend voertuig. Gevolg van die onderbelichting is dat hierdoor de kwaliteit van de voetgangersroute beleidsmatig minder aandacht krijgt.

## Veranderingen in stadsbeeld
In Het Recht van de snelste beschouwt Thalia Verkade de veranderingen in het verkeer en op straat. Als illustratie behandelt zij het kruispunt Bergweg met Benthuizerstraat in Rotterdam aan de hand van foto’s uit 1908 en 1932. “Zo mooi was het hier ooit geweest. Hoe hebben we onze leefomgeving zo uit handen kunnen geven” .
In zijn bijdrage over Verblijfskunde in de online versie van de gereedschapskist van Bach memoreert Steven Schepel dat het inzicht dat de straat te waardevol is om aan gemotoriseerd verkeer en parkeren over te laten al in de jaren 70 in nationaal beleid is vastgelegd. Het doel van het beleid werd dat 80% van de straten in woonwijken deel gaat uitmaken van verblijfsgebieden met prioriteit voor verblijfsactiviteiten en een ondergeschikte plaats voor de auto.
Ter voorbereiding van de nieuwe omgevingswet heeft de Raad voor de leefomgeving en infrastructuur in 2018 de Stad als Gezonde Habitat uitgebracht. Daarin wordt een stedelijke inrichting aanbevolen die uitnodigend is voor gezonde mobiliteit (ontmoeten, ontspannen en bewegen) en die bijdraagt aan preventief gezondheidsbeleid.